# Hammel (Neusäß)
Hammel (bis zum 19. Jahrhundert Hamel) ist ein Dorf und Ortsteil der Stadt Neusäß im schwäbischen Landkreis Augsburg in Bayern (Deutschland). Hammel liegt an der Schmutter.

## Geschichte
Der oberhalb des Dorfes auf dem bewaldeten „Hammelberg“ liegende Burgstall Hammel ist archäologischen Funden zufolge, seit der Bronzezeit ununterbrochen besiedelt. Man nimmt an, dass die Burg bis zum 12. Jahrhundert Sitz der bischöflich-augsburgischen Ministerialen „de Hamel“ war. Darauf existierte dort für kurze Zeit ein ursprünglich in Muttershofen gegründetes und in der zweiten Hälfte des 12. Jahrhunderts von Hammel nach Augsburg verlegtes Augustinerkloster. Der Grund soll auch nach Abzug des Klosters als bischöfliche Schenkung in deren Besitz geblieben sein. Durch einen Tausch des Augsburger Bischofs Sigfried III. mit dem Kloster Heilig-Kreuz kam Hammel 1225 an das Hochstift Augsburg zurück. 1455 besaß den Hammelhof Hans Lieber, als bischöfliches Lehen. 1550 war es als Erblehen in den Händen von Wolfgang Paller. Die Familie, die sich danach „von Hammel“ nannte, erbaute auf dem Weiler ein neues Schloss und bekam 1563 für den Ansitz den sogenannten Burgfrieden verliehen. Nachdem das Geschlecht mit Wolfgang Leonhard Paller 1679 erlosch, gelangte das Gut an die Augsburger Patrizierfamilie Sulzer. 1687 kaufte es Raimund Egger, der sich ebenfalls danach „von Hammel“ nannte. Schließlich fiel der Besitz durch Erbschaft an Christoph Rad und Paul von Stetten. Das Schloss befindet sich bis heute im Eigentum der protestantischen Adelsfamilie von Stetten.
Der Ort Hammel bestand zunächst nur aus ein paar wenigen Gütern. Durch Zuzug und der Nähe zur Stadt Augsburg wuchs der Weiler im Laufe der Jahrhunderte zu einem Dorf heran. Jedoch stand die landwirtschaftlich nutzbare Fläche in keinem Verhältnis zur steigenden Einwohnerzahl. 1858 zählte das Dorf ein Schloss, ein Bauernhof, 15 Häusern mit 17 Familien und 86 Einwohnern. Hammel besaß einen eigenen Bahnhof an der ehemaligen Bahnstrecke Augsburg–Welden. Das Dorf war seit dem 19. Jahrhundert eine selbstständige Gemeinde im Landkreis Augsburg und hatte keine weitere Ortsteile. Die Gemeinde wurde im Zuge der Gebietsreform in Bayern am 1. Juli 1972 nach Neusäß eingegliedert.

## Religion
Hammel gehört zur katholischen Pfarrei Sankt Vitus in Ottmarshausen im Dekanat Augsburg-Land des Bistums Augsburg.

## Sehenswürdigkeiten
- Schloss Hammel aus dem 17. Jahrhundert mit Umfassungsmauer, Schlossallee und Landschaftspark. Das Schloss ist mit Zugehörungen in die amtliche Denkmalliste eingetragen.
- Burgstall Hammel

## Galerie

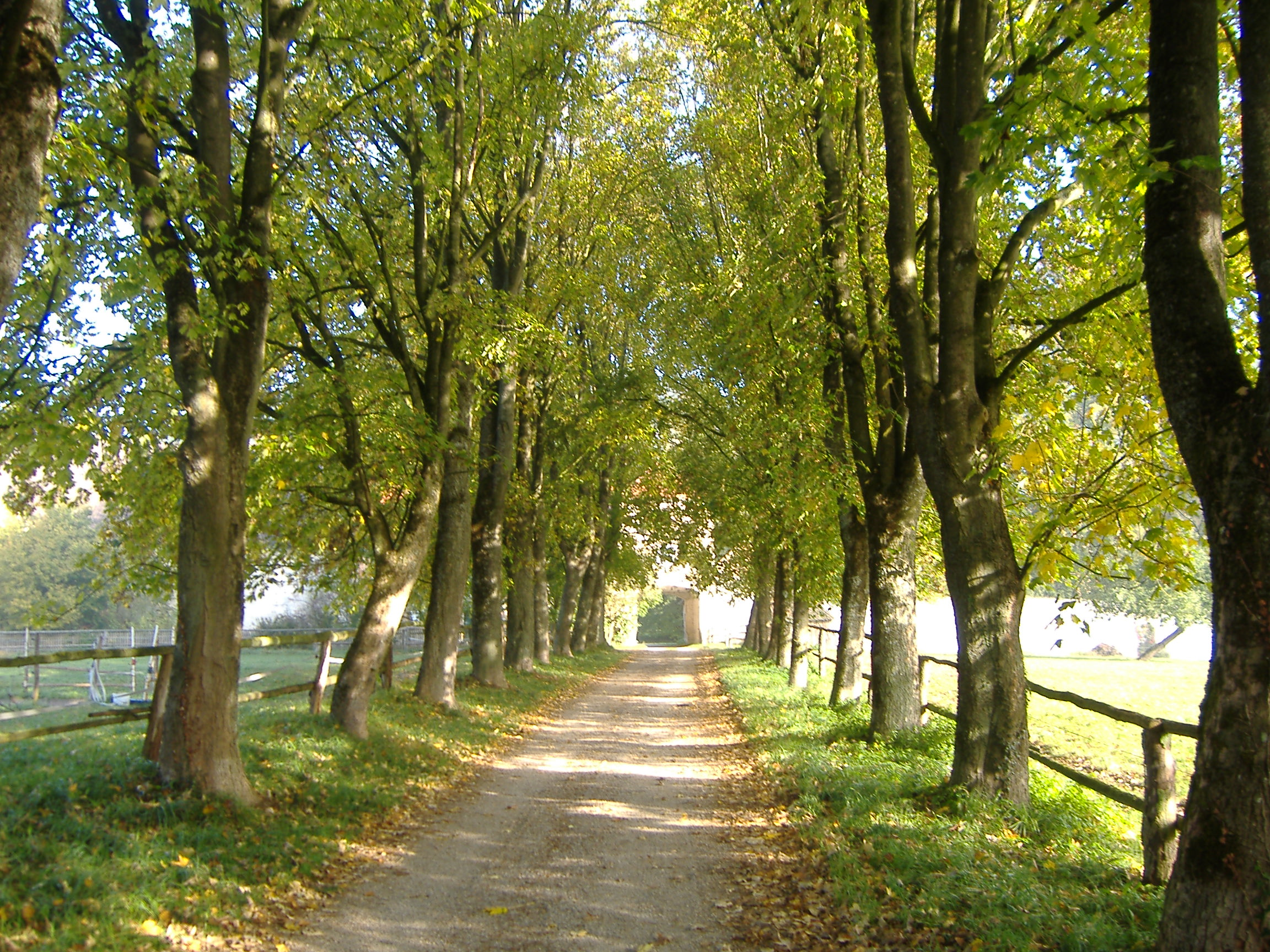
Schlossallee
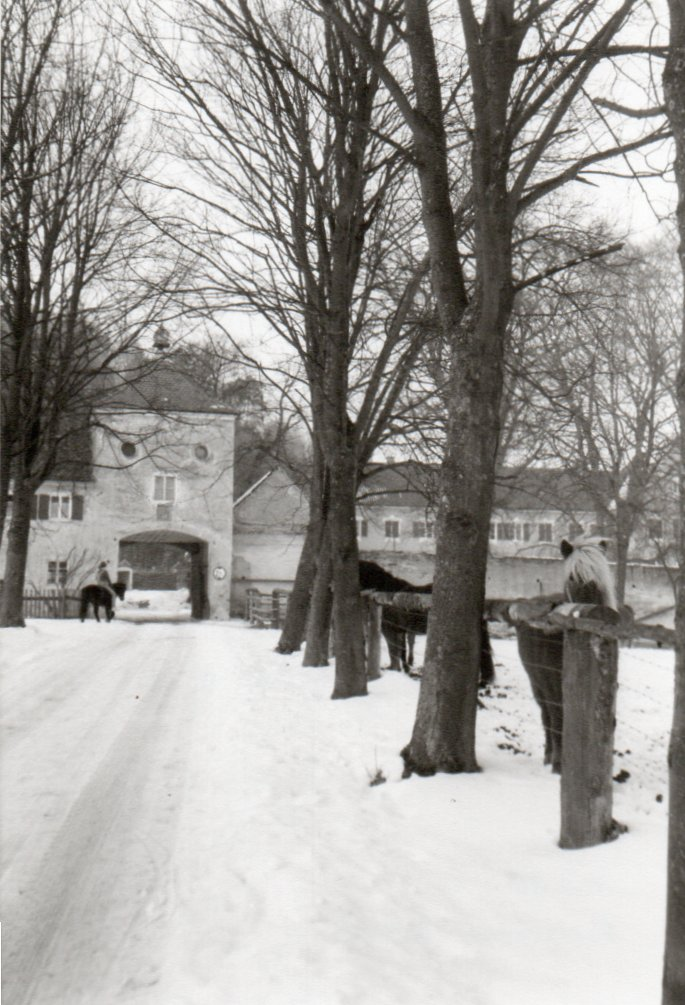
Schloss und Allee in Hammel 1986
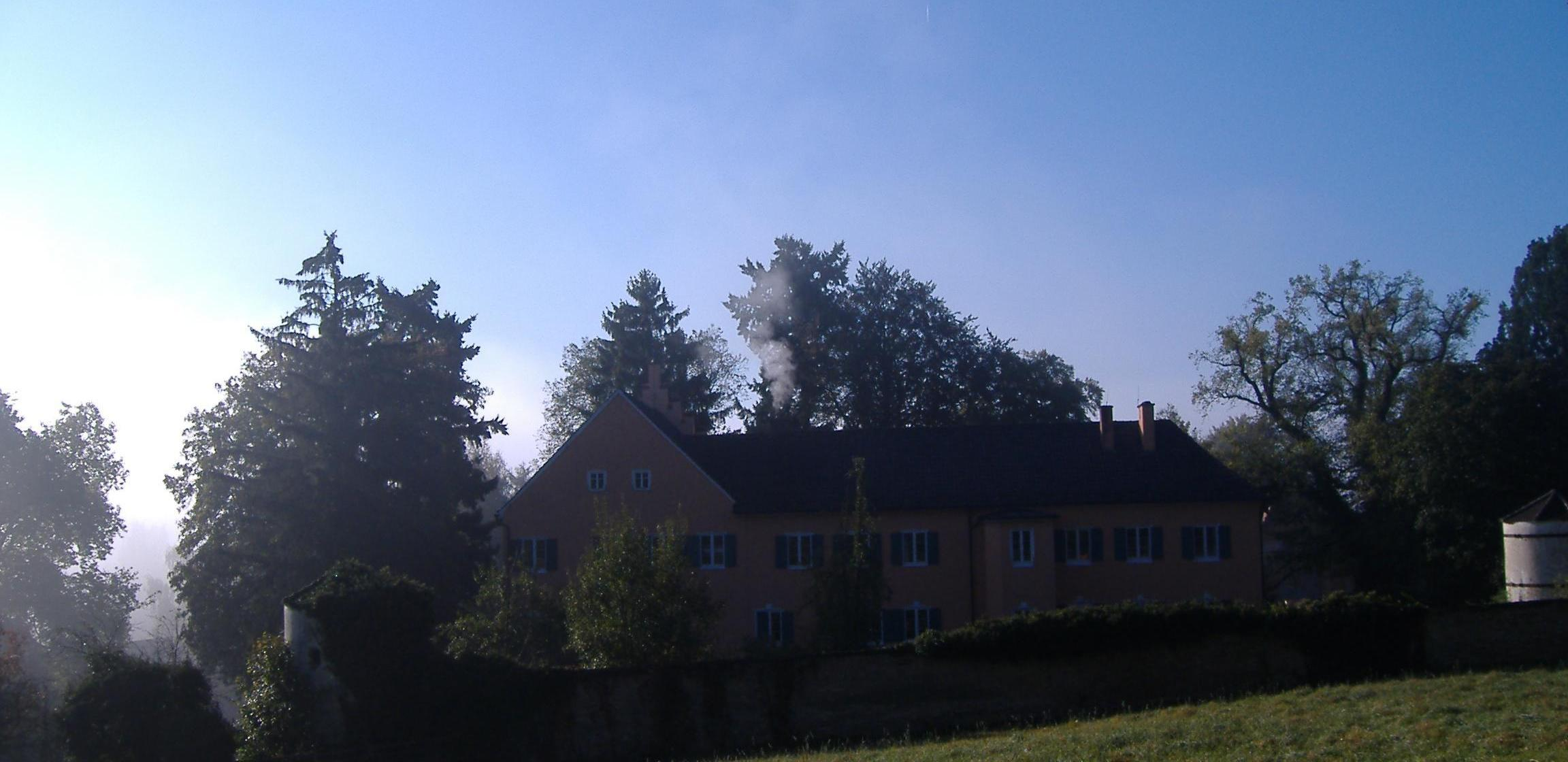
Schloss Hammel (Nordfront) im Morgennebel